# Francisco José de Ovando
Francisco José de Ovando  y Solís Rol de La Cerda, 1. Marquis von Brindisi (* 1693 in Cáceres, Spanien; † 9. Dezember 1755 in Spanien) war ein spanischer Soldat, der interimsweise Gouverneur von Chile und später Gouverneur der Philippinen war.

## Leben
Der in der Extremadura geborene de Ovando trat 1710, im Alter von siebzehn Jahren, der spanischen Armee bei. Sechs Jahre darauf wechselte er zur spanischen Marine und nahm im Juli 1718 an der Schlacht um Sizilien im Krieg der Quadrupelallianz teil.
In den darauffolgenden Jahren war er administrativ tätig, bis er 1728 zur spanischen Marine zurückkehrte. Zwei Jahre später wurde er nach Cádiz zum Studium des Schiffbaus beordert. 1731 erhielt er das Kommando über die Fregatte Guipúzcoa aus der Flotte des Admirals Conejo und nahm an der Schlacht um Livorno teil.
1733 wurde er zum Kapitän befördert. De Ovando erhielt den Oberbefehl über die Fregatte Galga und nahm unter Marquis de Clavijo im Zuge des Polnischen Thronfolgekriegs die italienische Stadt Neapel ein. Im darauffolgenden Jahr eroberte er mit einer 300 Mann starken Armee die Festung von Brindisi und wurde aufgrund seiner Leistung vom spanischen Infanten Karl III. zum Marquis von Brindisi ernannt.
Zwei Jahre darauf wurde er in die Neue Welt geschickt, um dort Schmuggler auf den Antillen dingfest zu machen. Besonders sollte er dabei sein Augenmerk auf englische und niederländische Schmuggler richten, die die Ordnung des spanischen Kolonialreiches zu stören drohten.
1743 wurde de Ovando vom spanischen Minister Marqués de la Ensenada in den Rang eines Flottenkommandanten erhoben und erhielt die Aufgabe, alle Festungen im Vizekönigreich Peru zu inspizieren.
Mit der Ernennung des chilenischen Gouverneurs José Antonio Manso de Velasco zum Vizekönig von Peru am 4. Juni 1745 wurde Ovando interimsweise zum Nachfolger ernannt. Er hatte das Amt bis zum 26. März 1746 inne, als er es an Domingo Ortiz de Rozas abgab. Nach der Niederlegung dieses Amtes widmete er sich wieder dem Flottenkommando. In seine Amtszeit fielen die Vorbereitungen zur Gründung der ersten Universität in Chile, der Real Universidad de San Felipe, die 1747 erfolgte. Er erlebte in seiner Zeit in Lima eines der schwersten Erdbeben der letzten Jahrhunderte in Peru (es wird auf 8,5 bis 9,0 kalkuliert), das einen gewaltigen Tsunami auslöste. Lima wurde durch das Beben zu etwa 80 % zerstört und verlor etwa 2.000 Einwohner, Limas Hafenstadt Callao wurde durch den Tsunami komplett zerstört und von ihren etwa 5000 Einwohnern überlebten etwa 200, darunter der Marqués de Ovando und seine Familie; der Marqués beschreibt in einem Brief an einen Freund das Beben und seine Auswirkungen.
Per 20. Juli 1750 wurde Ovando zum Gouverneur der Philippinen ernannt. Er hatte dieses Amt ungefähr vier Jahre, bis zum 26. Juli 1754, inne. Im darauffolgenden Jahr verstarb de Ovando.